# ناثان ميرفي
ناثان ميرفي (بالإنجليزية: Nathan Murphy)‏ هو سياسي أسترالي، ولد في 18 أغسطس 1977. حزبياً، نشط في حزب العمال الأسترالي. وقد انتخب عضو المجلس التشريعي الفيكتوري.